# Cesarina Ricci de Tingoli
Cesarina Ricci de Tingoli (Cingoli, 1573 circa – ...) è stata una compositrice italiana.

## Biografia
Era imparentata con la famiglia del cardinale Giovanni Ricci (1497-1574) per nascita e la nobile famiglia dei Tingoli per matrimonio. La sua unica pubblicazione conosciuta è Il Primo libro de madrigali a cinque voci, con un dialogo a otto novamente composti & dati in luce (Venezia, 1597). Questa pubblicazione si è arrivata fino ai giorni nostri in due volumi e un manoscritto Intavolatura. I libretti del cantus e del quintus non si sono conservati. Il primo libro contiene 14 madrigali a cinque voci e un dialogo a otto voci di Ricci e due madrigali di Alberto Ghirlinzoni, che è noto solo da questa pubblicazione. I testi sono di Torquato Tasso, Giovanni Battista Guarini e Antonio Ongaro, tutti associati all'accademia del cardinale Cinzio Aldobrandini, a cui è dedicata anche la pubblicazione.
Ruggiero Giovannelli potrebbe essere stato il suo insegnante.